# 阿尔桑斯
阿尔桑斯（法語：Arcens，發音：[aʁsɑ̃s]）是法国阿尔代什省的一个市镇，属于罗讷河畔图尔农区。

## 地理
阿尔桑斯（44°54'1"N, 4°19'42"E）面积18.55 平方千米，位于法国奥弗涅-罗讷-阿尔卑斯大区阿尔代什省，该省份为法国东南部内陆省份，北起顺时针与卢瓦尔省、伊泽尔省、德龙省、沃克吕兹省、加尔省、洛泽尔省和上盧瓦爾省接壤。
与阿尔桑斯接壤的市镇（或旧市镇、城区）包括：博雷、沙内阿克、马里亚克、圣昂代奥勒-德富尔沙德、圣马夏尔、圣马丹德瓦拉马斯。
阿尔桑斯的时区为UTC+01:00、UTC+02:00（夏令时）。

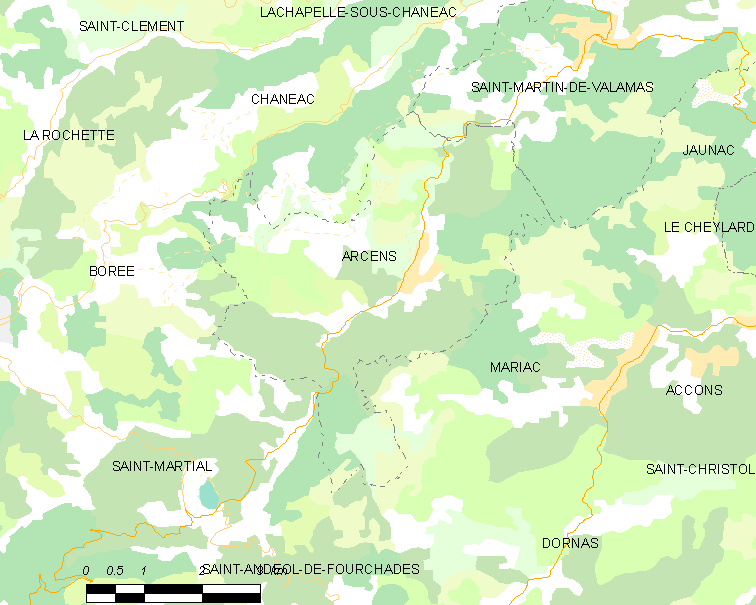
阿尔桑斯的OSM定位图

## 行政
阿尔桑斯的邮政编码为07310，INSEE市镇编码为07012。

## 政治
阿尔桑斯所属的省级选区为上埃里约县。

## 人口

1962-2008年间阿尔桑斯人口变化图示

阿尔桑斯于2022年1月1日时的人口数量为358人。